# Dewoitine D.513
Dewoitine D.513 là một mẫu thử máy bay tiêm kích của Pháp. Do hãng Dewoitine thiết kế chế tạo.

## Biến thể
D.513
D.514

## Quốc gia sử dụng
Pháp
- Không quân Pháp

## Tính năng kỹ chiến thuật (D.513)
Dữ liệu lấy từ 
Đặc tính tổng quan
- Kíp lái: 1
- Chiều dài: 7,45 m (24 ft 5 in)
- Sải cánh: 12,05 m (39 ft 6 in)
- Diện tích cánh: 18,32 m2 (197,2 foot vuông)
- Trọng lượng cất cánh tối đa: 2.446 kg (5.393 lb)
- Động cơ: 1 × Hispano-Suiza 12Ycrs1 , 640 kW (860 hp)

Hiệu suất bay
- Vận tốc cực đại: 445 km/h (277 mph; 240 kn) trên độ cao 5100m (16730 ft)
- Lên độ cao 2000m (6560ft) trong 2 phút 35 giây.